# Silene tomentella
Silene tomentella är en nejlikväxtart som beskrevs av Boris Konstantinovich Schischkin. Silene tomentella ingår i släktet glimmar, och familjen nejlikväxter. Inga underarter finns listade i Catalogue of Life.